# 吳迥 (唐朝)
吴迥（？—869年），唐朝末年庞勋起义军将领。
庞勋攻占彭城（今江苏徐州）及其外围郡县，唯水运重镇泗州（今江苏盱眙北）坚守不下，庞勋派他率众围攻泗州（今江苏盱眙北），与王弘立等部击败唐朝援军翟行约，并攻克了南岸的据点都梁城（今江苏盱眙北），俘唐将李湘、郭厚生。唐将马举驰援泗州，吴迥处于不利，后撤兵驻守濠州（今安徽凤阳东北）。庞勋失败后，吴迥仍坚守不屈，自夏至冬，城中粮尽而突围，战死于招义（今江苏盱眙西）。